# 1887
- Wikisource

| Calendário gregoriano                                                        | 1887 MDCCCLXXXVII                   |
| Ab urbe condita                                                              | 2640                                |
| Calendário arménio                                                           | 1336 – 1337                         |
| Calendário bahá'í                                                            | 43 – 44                             |
| Calendário budista                                                           | 2431                                |
| Calendário chinês                                                            | 4583 – 4584 Início a 24 de janeiro  |
| Calendário copta                                                             | 1603 – 1604                         |
| Calendário etíope                                                            | 1879 – 1880                         |
| Calendários hindus - Vikram Samvat - Calendário nacional indiano - Cáli Iuga | 1942 – 1943 1808 – 1809 4987 – 4988 |
| Calendário Holoceno                                                          | 11887                               |
| Calendário islâmico                                                          | 1305 – 1306                         |
| Calendário judaico                                                           | 5647 – 5648                         |
| Calendário persa                                                             | 1265 – 1266 Início a 21 de março    |
| Calendário rúnico                                                            | 2137                                |
| Calendário solar tailandês                                                   | 2430                                |

1887 (MDCCCLXXXVII, na numeração romana)  foi um ano comum do século XIX do actual Calendário  Gregoriano, da Era de Cristo, e a sua letra dominical foi B (52 semanas), teve início a um sábado e terminou também a um sábado.
| Ano completo                   |
| ------------------------------ |
| Ano comum com início ao sábado |

## Acontecimentos
- Formou-se a primeira médica no Brasil, Rita Lobato.
- Heinrich Hertz descobre as "Ondas Hertzianas", 2º passo para a descoberta do rádio.
- August Weismann propôe que o número cromossómico teria pois que ser reduzido para metade, no caso das células sexuais (gametas). Tal proposição tornou-se fato quando da descoberta do processo da meiose.

### Janeiro
- 11 de janeiro - O tratamento antirrábico de Louis Pasteur é defendido na Académie Nationale de Médecine, pelo Dr. Joseph Grancher.
- 26 de janeiro - Questão Militar: Deodoro da Fonseca e Antônio de Sena Madureira são recepcionados e ovacionados como heróis pelos cadetes da Escola Militar da Praia Vermelha, no Rio de Janeiro.

### Fevereiro
- 5 de fevereiro - A Ópera de Giuseppe Verdi Otello estreia no La Scala.

### Março
- 4 de março - Gottlieb Daimler revela seu primeiro automóvel.

### Maio
- 12 de maio - o município brasileiro de Urucará, no atual estado do Amazonas.

### Novembro
- 3 de Novembro - Fundação da Associação Académica de Coimbra. Esta é a data do alvará de fundação e a data que se comemora oficialmente, apesar de que já existia desde 1876.

- 8 de Novembro - Émile Berliner patenteia o Gramofone (Gira-discos).

## Nascimentos
- 1 de janeiro - Wilhelm Canaris, almirante alemão e chefe da Abwehr durante 1935-1944 (m. 1945).
- 10 de janeiro - José Américo de Almeida, escritor, político, advogado, folclorista e sociólogo brasileiro, membro da ABL (m. 1980).
- 26 de janeiro - Marc Mitscher, almirante da marinha dos Estados Unidos durante a Primeira e Segunda Guerra Mundial (m. 1947).
- 7 de fevereiro - Roberto Duque Estrada, ilustre médico radiologista brasileiro, membro da Sociedade Brasileira de Radiologia e primeiro professor de radiologia do Rio de Janeiro (m. 1966).
- 12 de fevereiro - Edelmiro Julián Farrell, presidente da Argentina de 1944 a 1946 (m. 1980).
- 5 de março - Heitor Villa-Lobos, importante compositor brasileiro (m. 1959).
- 10 de março - Santo Padre Inocêncio da Imaculada, padre da Congregação dos Passionistas, santo e mártir de Turón (m. 1934).
- 25 de março - Chūichi Nagumo, almirante da Marinha Imperial Japonesa (m. 1944).
- 5 de maio - Estelle Hemsley, atriz americana (m. 1968).
- 16 de maio - Maria Lacerda de Moura, anarquista e feminista brasileira (m. 1945).
- 17 de maio - João da Baiana, sambista brasileiro (m. 1974).
- 23 de maio - Thoralf Skolem, matemático norueguês (m. 1963).
- 25 de maio - Padre Pio, sacerdote católico italiano (m. 1968).
- 6 de junho - Ruth Benedict, antropóloga dos Estados Unidos (m. 1948).
- 7 de julho - Marc Chagall, grande pintor russo (m. 1915).
- 17 de Julho - Erle Stanley Gardner, escritor e advogado estadunidense (m. 1970)
- 31 de julho - Mitsuru Ushijima, general japonês e comandante durante a batalha de Okinawa (m. 1945).
- 5 de agosto - Reginald Owen, ator britânico (m. 1972).
- 12 de agosto - Erwin Schrödinger, físico austríaco (m. 1961).
- 10 de setembro - Giovanni Gronchi, presidente de Itália de 1955 a 1962 (m. 1978).
- 5 de outubro - René Cassin, humanista francês premiado com o Nobel da Paz em 1968 (m. 1976).
- 31 de outubro - Chiang Kai-shek, político chinês (m. 1975).
- 13 de novembro / 25 de novembro no Calendário juliano - Nikolai Ivanovich Vavilov botânico e geneticista russo. (m. 1943.)
- 14 de novembro - Amadeo de Souza-Cardoso, pintor Português (m. 1918).
- 16 de novembro - João Neves da Fontoura, político, diplomata e advogado brasileiro, Imortal da Academia (m. 1963).
- 17 de novembro - Bernard Law Montgomery, oficial do Exército Britânico, combateu na Segunda Guerra Mundial (m. 1976).
- 28 de novembro - Ernst Röhm, auxiliar de confiança de Hitler (m. 1934).
- 13 de dezembro - George Pólya, matemático húngaro (m. 1985).
- 22 de dezembro - Srinivasa Ramanujan, matemático indiano (m. 1920).
- 23 de dezembro - John Cromwell, ator e cineasta dos Estados Unidos (m. 1979).

## Mortes
- 27 de fevereiro - Aleksandr Borodin, compositor e químico russo (n. 1833).
- 17 de outubro - Gustav Kirchhoff, físico alemão (n. 1824).
- 19 de outubro - José Rodrigues, pintor português da época romântica (n. 1828).

## Por tema
- 1887 na arte
- 1887 no Brasil
- 1887 na ciência
- 1887 no cinema
- 1887 no desporto
- 1887 na literatura
- 1887 na música